# Rosalia Maggio
Rosalia Maggio (Palermo, 1º maggio 1921 – Napoli, 25 luglio 1995) è stata un'attrice italiana.

## Biografia
Rosalia era la penultima dei componenti della famiglia Maggio, i cui capostipiti erano Mimì e Antonietta: sorella di Enzo, Dante, Beniamino, Pupella e della più piccola Margherita.
Il suo debutto sulle scene avvenne, com'era frequente all'epoca, prestissimo: già a quattro anni salì sul palcoscenico con la madre nel dramma Mastu Giorgio 'o ferraro.
Maggio fu attrice eclettica e sensuale: passò senza difficoltà dal varietà all'avanspettacolo, dal dramma al teatro napoletano, passando per l'operetta, la rivista, i ruoli di 'Io ausiliario' e di protagonista in psicodramma ma anche lo strip-tease, al quale cedette in un periodo di difficoltà finanziarie. Negli anni sessanta fu interprete anche di numerose pellicole cinematografiche, tra le quali spicca un film con Totò e Peppino De Filippo, dal titolo Totò, Peppino e le fanatiche. Formò una compagnia teatrale con Giacomo Rizzo, con il quale resterà nel corso degli anni un sodalizio artistico.
Nel corso della sua carriera ha effettuato anche delle brevi escursioni canore, incidendo per l'etichetta Phonotype Bammenella di Raffaele Viviani, per l'etichetta Nuova New York Povera mamma mia di Alberto Sciotti e Tony Iglio, per l'etichetta La Canzonetta A guardaporte di Cristofaro Letico e Aniello Langella e Lo penzo ma non lo fò di Gigi Pisano e Giuseppe Cioffi. 
Nel 1970 prende parte alla compagnia di Mario Trevi nella sceneggiata Sulitario.
In teatro tornò negli anni '80 nello spettacolo di grande successo 'Na sera 'e Maggio, coi fratelli Beniamino e Pupella e la regia di Antonio Calenda.
Nel 1990 partecipa come Io ausiliario al laboratorio di psicodramma Giocare il sogno, filmare il gioco di Ottavio Rosati, prodotto da Plays e Cinema Giovani con il Teatro Stabile di Torino. L'anno dopo è protagonista di una puntata del programma di Rai3 Da Storia nasce Storia dove rivela in un suo psicodramma che, in un momento difficile della sua vita, era stata salvata dalla tentazione di prostituirsi grazie alla comparsa in tv di Papa Giovanni XXIII seguita da un'improvvisa scrittura per un film. La storia di Rosalia suscita polemiche e un grosso impatto giornalistico.
Nel 1991 Vittorio Gassman la chiama a partecipare al programma di Rai 1 Tutto il mondo è teatro dove la Maggio rappresenta il mondo dell'avanspettacolo.

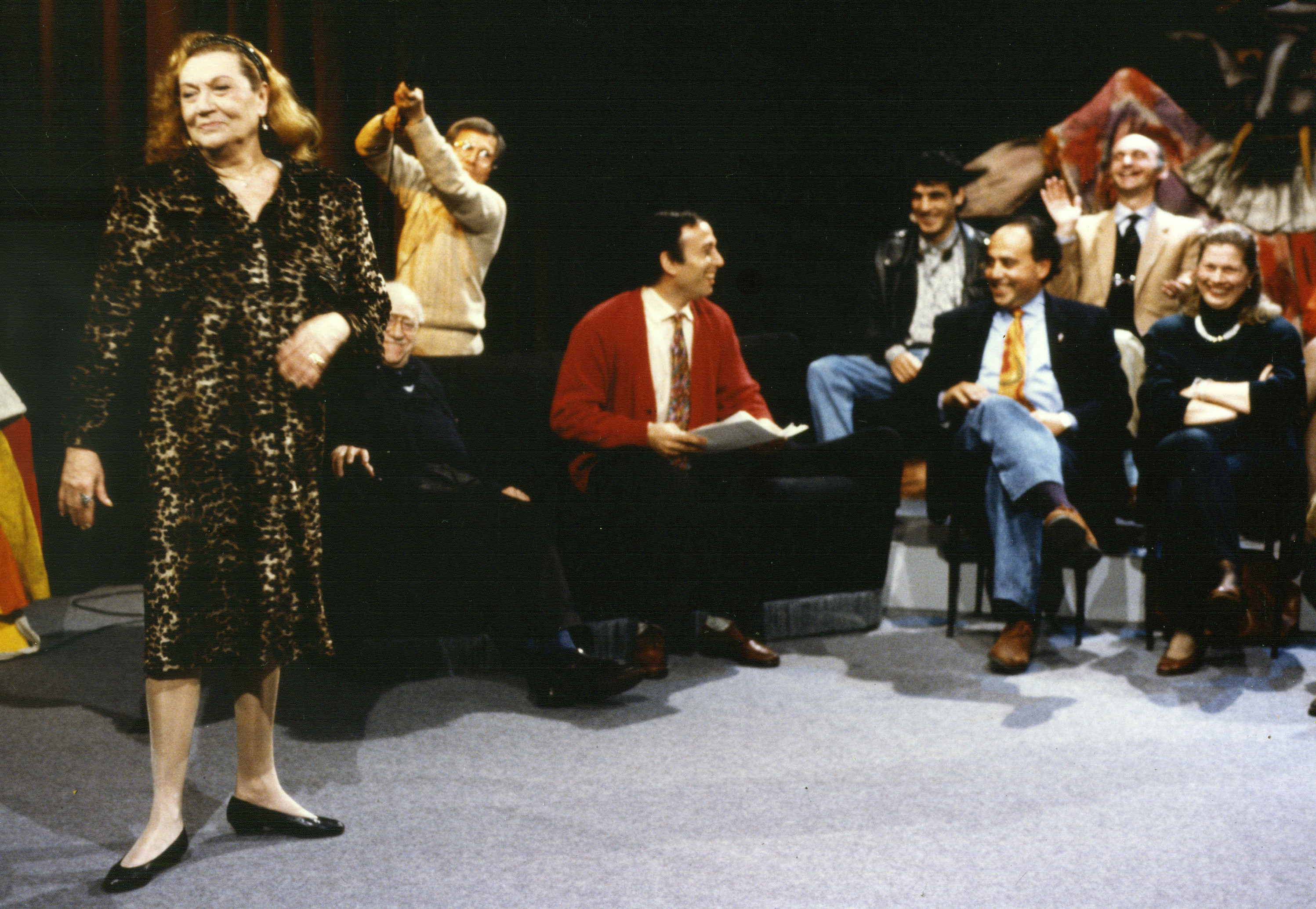
Rosalia Maggio 1991 Da Storia nasce Storia: Storia di un Papa apparso ad un'attrice.

## Filmografia parziale

### Cinema
- Ballata tragica, regia di Luigi Capuano (1954)
- Totò, Peppino e le fanatiche, regia di Mario Mattoli (1958)
- Fantasmi e ladri, regia di Giorgio Simonelli (1959)
- Giorno per giorno, disperatamente, regia di Alfredo Giannetti (1961)
- Drakut il vendicatore, regia di Luigi Capuano (1961)
- Gli anni ruggenti, regia di Luigi Zampa (1962)
- Le quattro giornate di Napoli, regia di Nanni Loy (1962)
- Ménage all'italiana, regia di Franco Indovina (1965)
- Non si sevizia un paperino, regia di Lucio Fulci (1972)
- I guappi, regia di Pasquale Squitieri (1974)
- La pagella, regia di Ninì Grassia (1980)
- I figli... so' pezzi 'e core, regia di Alfonso Brescia (1981)
- Chiari di luna, regia di Lello Arena (1988)

### Televisione
- Da Storia nasce Storia di Ottavio Rosati (1991 - Rai 3)
- Il commissario Corso (1991)

## Prosa televisiva Rai
- Un figlio a pusticcio di Eduardo Scarpetta, regia di Mario Mangini e di Pietro Turchetti, trasmessa il 7 luglio 1959 sul Programma Nazionale